# Thesaurus Linguae Latinae
O Thesaurus Linguae Latinae (abreviado como ThLL ou TLL) é um dicionário monumental em latim escrito com princípios históricos. Abrange a língua latina desde ao tempo da sua origem à época de Isidoro de Sevilha (morto em 636).
O projeto foi estabelecido em 1894 por Eduard Wölfflin. Na época, os investigadores pensavam que a conclusão do tesauro seria no período de vinte anos. Na atualidade, a previsão é que a obra seja concluída por volta do ano de 2050. O último fascículo do volume P foi publicado em 2010, e atualmente há obras em publicação tanto nos volumes N e R. A instituição que realiza a publicação do dicionário está localizada em Munique, na Academia de Ciências da Baviera. Wölfflin descreveu as entradas do TLL como "biografias" em vez de definições.
Os gabinetes do TLL contêm as cópias de todos os textos latinos remanescentes de 600 E.C. e anteriores à esta data. Os conjuntos possuem caixas, que coletivamente contêm cerca de dez milhões de folhas nas quais "cada peça sobrevivente da escrita do período clássico", estão classificadas nas categorias de uso por palavras. Por exemplo, existem cerca de noventa mil folhas para a palavra 'et' e cinquenta mil para a palavra 'non'. Elas são usadas como material de origem para criar as entradas para cada palavra no tesauro.
Em 2019, o TLL publicou cópias de cada entrada no formato de ficheiro Portable Document Format no seu sítio eletrónico.